# Teucholabis (Teucholabis) laidis
Teucholabis (Teucholabis) laidis is een tweevleugelige uit de familie steltmuggen (Limoniidae). De soort komt voor in het Neotropisch gebied.